# Питт, Дэвид (футболист)
Дэвид Питт (англ. David Pitt; 2 сентября 1991) — футболист, полузащитник клуба «Чалфонт-Сент-Питер» и сборной Сент-Винсента и Гренадин.

## Биография

### Клубная карьера
С 2008 года выступал за молодёжную команду «Брентфорда». В 2010 году был отдан в аренду на конец сезона в клуб 8-й лиги Англии «Уэртинг». Сезон 2011/2012 провёл в клубе второй лиги Кипра АПЕП. После проведённого сезона на Кипре вернулся в Англию, где выступает за клубы низших дивизионов.

### Карьера в сборной
В 2016 году сыграл 2 матча за сборную Сент-Винсента и Гренадин. Дебютировал 25 марта 2016 года в матче отборочного раунда Чемпионата мира 2018 против сборной Тринидада и Тобаго. Также сыграл за сборную в отборочном раунде Карибского кубка 2017 против Суринама.